# チボリオーディオ (オーディオメーカー)
チボリオーディオ（Tivoli Audio）は、アメリカ合衆国に本社を置くスピーカーを主とした音響機器開発製造企業/オーディオブランド。オーディオ製品を販売するアメリカのオーディオ製造会社である 
オーディオエンジニアのヘンリー・クロスらによって高品質で優れたデザインの手頃な価格のAM / FMラジオの消費者向けオーディオ市場のギャップに気づき トム・デヴェストと2000年に共同で設立。クロスは、チボリオーディオModel Oneシリーズが最も知られたモデル。

## 概要
チボリオーディオは、 アメリカ合衆国 マサチューセッツ州 ボストンで、オーディオエンジニアのヘンリー・クロス（1929-2002）と、オーディオ市場に高品質で優れたデザインの手頃な価格の製品が存在していないことに目を付けた起業家のトム・デヴェストにより2000年に設立された。
ヘンリーが2002年に死去した後も、チボリオーディオは継続し、2006年には30か国以上で販売され、オーディオ性能とデザイン性において世界的な高級オーディオブランドとして知られるようになった。 
テクノロジー
Tivoli Audioには、ヘンリー・クロスの1950年代からの探求の成果が活かされている。
ヘンリーは、世界初の音響サスペンションスピーカーである「AR-1」の開発に始まり、Cambridge Sound Works社でコンピューター用の小型スピーカーを開発し、世界初のプロジェクションテレビの開発ではエミ―賞を受賞。
MODEL ONE BTでは、ガリウム砒素を用いた電界効果トランジスタをラジオに採用。これにより、電子移動速度が通常の約5倍になり、低雑音で高周波動作が可能で、受信感度が向上。ガリウム砒素を採用したのは、チボリオーディオが初だった。
MUSIC SYSTEM BTでは、テレビなどの電化製品の近くでも電磁波の影響を受けない電磁シールド加工で、細部までこだわるヘンリーの研究開発の成果が詰まった名作として知られている。
日本での展開
2020年現在、株式会社ネイビーズ（代表：高崎 昇）が正規日本代理店として商品を販売。ライフスタイルショップを中心に様々なジャンルの店舗で取り扱われている。
直営店として、銀座にあるGINZA SIXにて期間限定POP UP STOREを開設した。
ホテル
- 日本におけるTivoli Audio導入ホテル
- ザ・リッツ・カールトン東京
- ザ・リッツ・カールトン沖縄
- ザ・リッツ・カールトン京都
- エースホテル京都
- ワシントンホテル横浜
- メトロポリタン鎌倉
- node hotel kyoto
- MEMU EARTH HOTEL 北海道
- 東京ベイ潮見プリンスホテル
- 温泉山荘 だいこんの花

## 歴史
ヘンリーは、60年代半ばに日本のラジオが、電波が飛び交う場所でFM局を受信する能力を欠いていることを知り、これが彼のキャリアを通じてラジオ設計の決定的な目標になったと記している。彼らの最初の製品Model Oneでは、高性能チューナーを備えた使いやすいミッドセンチュリーのモダンなデザインの卓上ラジオで、電波が飛び交う都市部でもFMラジオの電波を正確に受信し、離れた場所や低電力のラジオ局を選択する機能も備えていた。
2015年には、同社は、長年勤務してきたポール デパスカーレを最高経営責任者兼デザイナーに、ダン アタナソフを最高財務責任者とする新しい経営陣の下で運営をスタート。
彼らは新製品を開発し、ライフスタイルブランドとしてチボリオーディオをさらに多様化させる。ポールは、ブランドとホスピタリティ業界を結び付けるためにイニシアチブをとり、ホテル向けの製品の開発に焦点を当てることにより、ザ・リッツ・カールトン、マリオットホテル、エースホテルと、チボリオーディオ製品を使用しゲストの滞在を強化するグローバルパートナーシップが生まれた。
2016年にはARTワイヤレスコレクションを発表。Wi-FiストリーミングやSpotifyコネクトなどの最新のオーディオ技術と音楽機能を取り入れながら、ラグジュアリーなデザインと高品質のクラフツマンシップを忠実に守ることに成功。
2018年にはグローバルファッションブランドSupremeと限定モデルをリリースしたほか、数々のグローバルブランドと新しいコラボレーションを進め、ブランドのライフスタイルアプローチを拡大するための独自のパートナーシップを展開。
2019年、チボリオーディオはボストンのニューベリーストリートにショールームとフラグシップショップをオープンした。

## 製品
Model Oneのリリース後、チボリオーディオは、その使命に忠実な製品の製造とリリースを続け、使いやすい高品質のオーディオ製品を適正な価格で製造。
次の10年間で、PAL（ポータブルオーディオラボラトリー）、Model 3（アラーム時計付きラジオ）、All In One Music Systemなど、多くの新しい商品をリリース。
デジタルラジオの規格であるDAB +プロダクトレンジのポータブルなPAL +、そしてPAL + BTは、Lyd＆Bildeから長年にわたり「ベストポータブルラジオ」としてのアワードと優れたレビューを受賞。
製品名に+が付いているこの製品群は、2011年のPAL +に続く発売以来、デンマークやノルウェーなどのスカンジナビアのDAB +諸国で大きな成功を収めた。2016年、チボリオーディオはARTコレクションをリリースし、製品ラインをさらに多様化。ミッドセンチュリーのモダンなデザインとともに、ワイヤレスストリーミング、スマートホームテクノロジーを搭載した高品質のオーディオを展開。